# 弦楽四重奏曲第4番 (ドヴォルザーク)
弦楽四重奏曲第4番 ホ短調（B.19）は、アントニン・ドヴォルザークが1869年から1870年にかけての時期に作曲した弦楽四重奏曲。ドヴォルザークは本作および弦楽四重奏曲第2番、第3番の総譜を廃棄しており、曲を破棄できたものと思い込んでいた。

## 概要
ドヴォルザーク自身が楽曲を破棄しようとしたにもかかわらず、20世紀初頭に各奏者のためのパート譜の写しが彼の原稿の束の中から発見され、全曲の再構成が可能となった。楽譜は1968年のドヴォルザーク作品完全クリティカル・エディションの一部として出版され、その後にベーレンライター/スプラフォンから原典版として刊行された。演奏されたのは1976年1月から2月にかけてプラハ弦楽四重奏団がドイツ・グラモフォンに行った録音が初めてで、初の公開演奏は1990年にプラハにおいてマルティヌー四重奏団によって行われた。

## 楽曲構成
この作品は続けて演奏される単一楽章で構成されるが、3つの部分に分けることが出来る。
1. Velmi pohyblivé a razné (Assai con moto ed energico)
2. Andante religioso
3. Allegro con brio

終盤にAndante religiosoが回想され、急速に全曲を終える。

## 関連作品
第2の部分のAndante religiosoは、後年弦楽五重奏曲第2番（B.49）の楽章の素材として転用され、それがさらに弦楽のためのノットゥルノ 作品40（B.47）へと編曲された。また、作曲者自身の編曲によるピアノとヴァイオリンのための版（B.48）、ピアノ連弾のための版（B.48b）も出版されている。